# 金義寬
金義寬（?—?），又作金義官，新罗宗室，追封神英王，新罗第38任国王元圣王金敬信的曾祖父，新罗第17任国王奈勿王九世孫。

## 生平
金義寬是金法宣之子，金摩次（摩叱次匝干）之孙。670年，文武王擧兵討伐唐朝熊津都督府治下的百濟。金義官和金品日、金文忠、金衆臣、金天官等，攻取六十三城，将其人迁於內地。金義官和金興元、金達官、金衆臣衆臣临阵退却，以罪當死，文武王赦罪免職。680年，金義官之女賜给報德王安勝为妻。金義寬官至伊湌（匝干）。其子金魏文，金魏文之子金孝讓，金孝讓之子金敬信。宣德王六年（785年），宣德王去世，金敬信即位为元圣王。二月，元圣王追封高祖金法宣爲玄聖大王，曾祖金義寬爲神英大王，祖伊湌魏文（訓入匝干）爲興平大王，父亲一吉湌孝讓爲明德大王。

## 家族

### 父亲
- 追尊玄聖王金法宣

### 夫人
- 英懿王后金氏，武烈王之女，文武王之妹，生子金魏文